# Мельничук Олена Максимівна
Оле́на Макси́мівна Мельничу́к (1 (13) серпня 1872 , Бердичів, Бердичівський повіт, Київська губернія, Російська імперія  — 1952 , Радомишль, Житомирська область ) — український радянський діяч. Депутат Верховної Ради УРСР першого скликання (1938–1947). Заслужений вчитель школи УРСР (1941).

## Біографія
Народилася 1 (13) серпня 1872 року у місті Бердичів, нині Житомирська область, Україна у багатодітній родині. Батько, поручик російської армії у відставці, рано помер від сухот. Мати вдруге вийшла заміж за поляка, а взимку 1882 року загинула под час пожежі у Бердичівському цирку.
Як сирота навчалася в Острозькому жіночому училищі імені Дмитра Блудова у Волинській губерії, яке вона закінчила з відзнакою 1891 року. З 1891 до 1894 року — домашня вчителька.
З 1894 року працювала сільською вчителькою в школах Козелецького, Ніжинського та Бердичівського повітів. З 1910 року працювала у школах Радомишля.
У 1919 році — завідувачка відділу соціального виховання при Радомисльському повітовому відділі народної освіти.
Член РКП(б) з 1919 року.
У 1930-х роках — вчителька біології середньої школи № 2 міста Радомишля Житомирської області.
26 березня 1938 року обрана депутатом Верховної Ради УРСР першого скликання по Базарській виборчій окрузі № 35 Житомирської області. Делегат XVIII з'їзду ВКП(б) (1939).
Під час Великої Вітчизняної війни в 1941–1943 роках — в евакуації в місті Уфі Башкирської АРСР. Навесні 1944 року повернулася в Україну.
Станом на квітень 1945 року — пенсіонерка.
Померла 1952 року, похована в місті Радомишлі Житомирської області на старому кладовищі.